# Enrico Wijngaarde
Enrico John Wijngaarde (né le 11 janvier 1974 à Paramaribo) est un arbitre Surinameien de football. Il est arbitre international depuis 2002.

## Carrière
Il a officié dans différentes compétitions  : 
- Gold Cup 2005 (2 matchs)
- Coupe du monde de football des moins de 20 ans 2007 (2 matchs)
- Gold Cup 2007 (2 matchs)
- Supercoupe du Suriname de football 2009
- Coupe caribéenne des nations 2010 (finale)
- Championnat d'Amérique du Nord, centrale et Caraïbe de football des moins de 17 ans 2011 (4 matchs dont la finale)
- Gold Cup 2011 (2 matchs)